# Fußball-Weltmeisterschaft 1974/Finalrunde
Spiel um Platz 3  und Finale der Fußball-Weltmeisterschaft 1974:

## Spiel um Platz 3

### Brasilien – Polen 0:1 (0:0)
| Brasilien                                                      | Brasilien | Polen | Polen |
| -------------------------------------------------------------- | --- | --- | ----- |
| Brasilien                                                      | \| Samstag, 6. Juli 1974 um 16:00 Uhr in München (Olympiastadion) \| \| Zuschauer: 77.100 \| \| Schiedsrichter: Aurelio Angonese ( Italien) \| \| Spielbericht \|                                  | \| Samstag, 6. Juli 1974 um 16:00 Uhr in München (Olympiastadion) \| \| Zuschauer: 77.100 \| \| Schiedsrichter: Aurelio Angonese ( Italien) \| \| Spielbericht \| | Polen |
| Brasilien                                                      | Émerson Leão – Alfredo – Zé Maria, Marinho Peres , Francisco Marinho – Paulo César Carpegiani, Roberto Rivelino, Ademir (66. Mirandinha) – Valdomiro, Jairzinho, Dirceu Cheftrainer: Mário Zagallo | Jan Tomaszewski – Jerzy Gorgoń – Antoni Szymanowski, Władysław Żmuda, Adam Musiał – Henryk Kasperczak (73. Lesław Ćmikiewicz), Kazimierz Deyna , Zygmunt Maszczyk – Grzegorz Lato, Andrzej Szarmach (75. Zdzisław Kapka), Robert Gadocha Cheftrainer: Kazimierz Górski | Polen |
| Brasilien                                                      | 0:1 Lato (76.) | | Polen |
| Brasilien                                                      | Jairzinho (76.) | Kasperczak (71.) | Polen |
| Samstag, 6. Juli 1974 um 16:00 Uhr in München (Olympiastadion) | | |       |
| Zuschauer: 77.100                                              | | |       |
| Schiedsrichter: Aurelio Angonese ( Italien)                    | | |       |
| Spielbericht                                                   | | |       |

## Finale

### Niederlande – BR Deutschland 1:2 (1:2)
| Niederlande                                                    | Niederlande | BR Deutschland | BR Deutschland |
| -------------------------------------------------------------- | --- | --- | -------------- |
| Niederlande                                                    | \| Sonntag, 7. Juli 1974 um 16:00 Uhr in München (Olympiastadion) \| \| Zuschauer: 78.200 \| \| Schiedsrichter: John Taylor ( England) \| \| Spielbericht \|                                                                              | \| Sonntag, 7. Juli 1974 um 16:00 Uhr in München (Olympiastadion) \| \| Zuschauer: 78.200 \| \| Schiedsrichter: John Taylor ( England) \| \| Spielbericht \|                                               | BR Deutschland |
| Niederlande                                                    | Jan Jongbloed – Arie Haan – Wim Suurbier, Wim Rijsbergen (68. Theo de Jong), Ruud Krol – Wim Jansen, Johan Neeskens, Willem van Hanegem – Johnny Rep, Johan Cruyff , Rob Rensenbrink (46. René van de Kerkhof) Cheftrainer: Rinus Michels | Sepp Maier – Franz Beckenbauer – Georg Schwarzenbeck, Berti Vogts, Paul Breitner – Rainer Bonhof, Uli Hoeneß, Wolfgang Overath – Jürgen Grabowski, Gerd Müller, Bernd Hölzenbein Cheftrainer: Helmut Schön | BR Deutschland |
| Niederlande                                                    | 1:0 Neeskens (2., Foulelfmeter) | 1:1 Breitner (25., Foulelfmeter) 1:2 Müller (43.) | BR Deutschland |
| Niederlande                                                    | van Hanegem (22.), Neeskens (39.), Cruyff (45.) | Vogts (3.) | BR Deutschland |
| Sonntag, 7. Juli 1974 um 16:00 Uhr in München (Olympiastadion) | | |                |
| Zuschauer: 78.200                                              | | |                |
| Schiedsrichter: John Taylor ( England)                         | | |                |
| Spielbericht                                                   | | |                |